# Semba
Semba és un tipus tradicional de música d'Angola. El mot semba prové del singular masemba, que significa "un toc de ventre", un moviment que caracteritza el ball semba.

## Característiques
Actualment el semba és molt viu i popular a Angola des que va assolir la independència de Portugal l'11 de novembre de 1975. Cada any sorgeixen diversos artistes semba nous sorgeixen cada any a Angola, ja que rendeixen homenatge als veterans mestres Semba, molts dels quals segueixen actuant. Altres estils relacionats amb el semba són el kizomba, rebita, Kazukuta i Kabetula, que són principalment música de carnaval i a moltes festes angoleses.

## Semba en la música moderna
Semba és el predecessor d'una gran varietat d'estils musicals originats a Àfrica com kizomba i kuduro (o kuduru,que combina les tradicions angoleses amb soca amb les occidentals house i techno.
Barceló de Carvalho, el músic angolès conegut com a Bonga, és considerat l'artista angolès més reeixit en popularitzar la música semba a nivell internacional. És categoritzada com a world music. Altres intèrprets són Paulo Flores, Carlos Vieira Dias, Ary, Carlos Burity i la Banda Maravilha.